# Plectris wolfrumi
Plectris wolfrumi är en skalbaggsart som beskrevs av Frey 1969. Plectris wolfrumi ingår i släktet Plectris och familjen Melolonthidae. Inga underarter finns listade i Catalogue of Life.